# 268 ق م
268 ق م أو 268 قبل الميلاد هي سنة من العقد 26 ق م في التقويم اليولياني البروليبتي (التقويم الميلادي). تسبقها سنة 269 ق م وتليها سنة 267 ق م.

## أحداث
- خرمونيدس يدعو جميع الإغريقيين واسبرطيين وحليفهم بطليموس الثاني للعمل على استقلال اليونان عن حكم مملكة مقدونيا.
- الرومان يؤسسون مستوطنات بينيفنتو وريميني.
- أشوكا يصبح إمبراطورًا على الإمبراطورية الماورية.

## مواليد
- ماركوس كلاوديوس مارسيليوس
- فو شنغ باحث كونفوشيوسي صيني.[5]

## وفيات
- برنيكي الأولى
- اسطراطون اللميساكي.
- أقراطس الأثيني فيلسوف اليوناني.

## كتب
- Yves Denis Papin (1998). Chronologie de l'histoire ancienne. Lieu de publication non identifié: Éditions Jean-paul Gisserot. ISBN:2-87747-346-5. OCLC:40746926. مؤرشف من الأصل في 2022-03-16.
- أحمد محمد عوف (2000)، موسوعة حضارة العالم، QID:Q12246226

## وصلات خارجية
- صفحة السنة على موقع onthisday.com
- سنة 268 ق م على موقع المكتبة الوطنية الفرنسية